# BĒYĀH
Vous venez d’apposer le modèle de débat d'admissibilité.
Avant toute chose, veuillez créer la page de débat correspondante en cliquant ici.
- Une fois la page de vote initialisée, rafraîchissez cette page, et le bandeau prendra son aspect définitif.
- Si votre débat d'admissibilité est groupé (le motif et l’argumentation doivent être les mêmes), modifiez cette page pour ajouter au modèle le paramètre « cat » suivi du nom de la page de discussion de l’article pour lequel la page de débat existe déjà (ex. : cat=Discussion:Nom_de_l'autre_article). Ensuite, suivez les nouvelles instructions qui apparaissent.
- Vous pouvez également utiliser le paramètre « type » pour faciliter l’accès aux critères d’admissibilité. Exemple : {{suppression|type=mot-clé}}. Liste des mots-clés existants : fiction, musique, art visuel, fanzine, jeu de société, porno, sportif, association, enseignement, société, site web, route, nombre, (Liste complète ici).

| 1. | Créez la page de débat d'admissibilité.                                                                      | Sauvegardez d’abord la page pour l’initialiser puis indiquez votre motivation. |
| 2. | Important : ajoutez une entrée dans la section Débat d'admissibilité du jour.                                | Utilisez ce texte : *{{L\|BĒYĀH}}                                              |
| 3. | Pensez à informer les contributeurs principaux de la page et les projets associés lorsque cela est possible. | Utilisez ce texte : {{subst:Avertissement débat d'admissibilité\|BĒYĀH}}~~~~   |

 (février 2025).
La mise en forme du texte ne suit pas les recommandations de Wikipédia : il faut le « wikifier ».
Les points d'amélioration suivants sont les cas les plus fréquents :
- Les titres sont pré-formatés par le logiciel. Ils ne sont ni en capitales, ni en gras.
- Le texte ne doit pas être écrit en capitales (les noms de famille non plus), ni en gras, ni en italique, ni en « petit »…
- Le gras n'est utilisé que pour surligner le titre de l'article dans l'introduction, une seule fois.
- L'italique est rarement utilisé : mots en langue étrangère, titres d'œuvres, noms de bateaux, etc.
- Les citations ne sont pas en italique mais en corps de texte normal. Elles sont entourées par des guillemets français : « et ».
- Les listes à puces sont à éviter, des paragraphes rédigés étant largement préférés. Les tableaux sont à réserver à la présentation de données structurées (résultats, etc.).
- Les appels de note de bas de page (petits chiffres en exposant, introduits par l'outil «  Source ») sont à placer entre la fin de phrase et le point final[comme ça].
- Les liens internes (vers d'autres articles de Wikipédia) sont à choisir avec parcimonie. Créez des liens vers des articles approfondissant le sujet. Les termes génériques sans rapport avec le sujet sont à éviter, ainsi que les répétitions de liens vers un même terme.
- Les liens externes sont à placer uniquement dans une section « Liens externes », à la fin de l'article. Ces liens sont à choisir avec parcimonie suivant les règles définies. Si un lien sert de source à l'article, son insertion dans le texte est à faire par les notes de bas de page.
- La présentation des références doit suivre les conventions bibliographiques. Il est recommandé d'utiliser les modèles {{Ouvrage}}, {{Chapitre}}, {{Article}}, {{Lien web}} et/ou {{Bibliographie}}. Le mode d'édition visuel peut mettre en forme automatiquement les références.
- Insérer une infobox (cadre d'informations à droite) n'est pas obligatoire pour parachever la mise en page.

Pour une aide détaillée, merci de consulter Aide:Wikification.
Si vous pensez que ces points ont été résolus, vous pouvez retirer ce bandeau et améliorer la mise en forme d'un autre article.
Albums de Damso
J'AI MENTI.
(2024)
BĒYĀH est le sixième et dernier album studio du rappeur belge Damso sorti le 30 mai 2025, sur le label Trente-quatre Centimes, label indépendant du rappeur.

## Composition
L'album comprend deux collaborations, l'une avec Sarah Sey sur le morceau Pa Pa Paw et la deuxième avec une I.A sur Magic.

## Promotion
La campagne de promotion de BĒYĀH débute de manière énigmatique le 23 janvier 2022, lorsque Damso remplace ses photos de profil sur tous ses réseaux sociaux par une simple date : 30 mai 2025, sans donner la moindre explication. 
Le 28 octobre 2023, le nom de l’album est révélé, « Bēyāh sera mon prochain album », gravé sur les vinyles de la version live de QALF.

## Liste des pistes (version physique)
| No  | Titre                       | Compositeur(s) | Durée |
| --- | --------------------------- | -------------- | ----- |
| 1.  | VIE OLENCE                  |                | 2:46  |
| 2.  | Impardonnable               |                | 3:10  |
| 3.  | JCVDEMS                     |                | 3:48  |
| 4.  | Love is Blind               |                | 3:20  |
| 5.  | Pa Pa Paw (feat. Sarah Sey) |                | 3:35  |
| 6.  | Magic (feat. I.A)           |                | 3:00  |
| 7.  | Wolof                       |                | 3:36  |
| 8.  | Qui m'a demandé             |                | 3:31  |
| 9.  | T'es mon DÉL                |                | 3:13  |
| 10. | Police                      |                | 2:48  |
| 11. | Frère                       |                | 2:45  |
| 12. | Fibonacci                   |                | 2:51  |
| 13. | Mamilah                     |                | 3:12  |
| 14. | kaki                        |                | 3:11  |

## Liste des pistes (version digitale)
| 1.    | Impardonnable               | Maxime Fleury, Yuo, Damso, Beatsbyisma, Belhadj                              | 3:10 |
| 2.    | JCVDEMS                     | Sluzyyy, Larzz                                                               | 3:48 |
| 3.    | Love is Blind               | Flem, Rayane Beats, Damso, Boya Blunt                                        | 3:20 |
| 4.    | Pa Pa Paw (feat. Sarah Sey) | Boumidjal                                                                    | 3:35 |
| 5.    | Magic (feat. I.A.)          | Warren, Jules Fradet, Mems, HoloMobb, Paco Del Rosso, Shaz, Boumidjal, Damso | 3:00 |
| 6.    | Wolof                       | Mems, Shaz, Paco Del Rosso, HoloMobb, Boumidjal, Damso                       | 3:36 |
| 7.    | Qui m'a demandé             | Paco Del Rosso, Mems, Damso, Shaz, HoloMobb, Boumidjal                       | 3:31 |
| 8.    | YA TENGO SENTIMIENTOS       | Mems, Boumidjal, Damso                                                       | 3:04 |
| 9.    | Frère                       | Dson Beats, TheLabCook, Sluzyyy, Jonas Lee                                   | 2:45 |
| 10.   | VIE OLENCE                  | Tracy Hamelrijk, Paco Del Rosso, Jules Fradet, Damso                         | 2:46 |
| 11.   | T'es mon DÉL                | Damso, Melomayne, Kiddy Luks                                                 | 3:13 |
| 12.   | Police                      | Ambezza, Mems, IMAN, zulu.prod                                               | 2:48 |
| 13.   | Fibonacci                   | Ambezza, Frankie Bash, JASPER                                                | 2:51 |
| 14.   | MAMILĀH                     | Boumidjal, HoloMobb, Mems, Damso, Bouba Kora                                 | 2:44 |
| 15.   | KAKI                        | Raphaël Zéboulon, Mems, Damso                                                | 2:48 |
| 46:59 |                             |                                                                              |      |

## Clip vidéo
- Impardonnable : 30 mai 2025

## Titres certifiés en France
- Impardonnable  Or[5]
- Pa Pa Paw (feat. Sarah Sey)  Or[6]

## Certifications et ventes
| Région        | Certification | Ventes/Streams |
| ------------- | ------------- | -------------- |
| France (SNEP) | Platine       | 100 000        |